# Farrania frigida
Farrania frigida är en kräftdjursart som först beskrevs av Wolfenden 1911.  Farrania frigida ingår i släktet Farrania och familjen Clausocalanidae. Inga underarter finns listade i Catalogue of Life.